# Ganggraf Sillehøj
Het ganggraf Sillehøj (ook wel Rageskovgård of Raageskovgaard genoemd) ligt ten oosten van de Paradisbakker ('Paradijsheuvels'), bij Ibsker ten noordwesten van de plaats Nexø, op het Deense eiland Bornholm. Vertegenwoordigers van de trechterbekercultuur bouwden dit ganggraf tijdens het neolithicum, ongeveer 5.000 jaar geleden. Het ganggraf (Deens: Jættestue) is een megalithisch bouwwerk, dat bestaat uit een kamer en een bouwkundig gescheiden laterale gang. Deze bouwvorm komt met name voor in Denemarken, Duitsland en Scandinavië, en af en toe ook in Frankrijk en Nederland.
De Sillehøj is een met bos begroeide rotsheuvel, ongeveer 3,5 meter hoog en met een diameter van ongeveer 21 meter. In deze heuvel is een ganggraf gebouwd, dat noordwest-zuidoost gericht is en met één, ooit minstens drie, dekstenen in situ. Losgeraakt tussenmetselwerk ligt op de heuvel, die, vooral oostelijk van de kamer, bedekt is met een laag aarde. Elf draagstenen vormen de bijna rechthoekige kamer. Tussen twee stenen in het westen zit geen tussenmetselwerk meer, waardoor dat zand uit de heuvel in de bijna 3,8 meter lange en 1,5 meter brede kamer is gevallen. De gang, waarvan de draagstenen bijna volledig bedekt zijn met aard, wordt alleen aan de achterzijde door dekstenen bedekt.